# Apertura di gioco aperto
Con la locuzione apertura di gioco aperto (o partita aperta) si indica un'apertura scacchistica caratterizzata dalle mosse:
1. e4 e5

Risposte diverse da 1…e5 danno origine alle aperture di gioco semiaperto.

## Analisi
La spinta 1.e4 è l'apertura più popolare e ha numerosi punti di forza i più evidenti dei quali sono: contribuisce a controllare immediatamente il centro e libera per lo sviluppo due pezzi del bianco (la donna e l'alfiere di re). Le più antiche aperture conosciute originano da questa mossa che è stata citata da Bobby Fischer come la "sperimentalmente migliore" (best by test).
I lati negativi sono che il pedone in e4 è indifeso ed indebolisce le case d4 e f4. Il maestro ungherese Gyula Breyer dichiarò enfaticamente che "…dopo 1.e4 la partita del bianco è agli sgoccioli". Nel caso in cui il nero risponda in maniera simmetrica con 1…e5 la posizione risulta essere quella della partita aperta.

## Continuazioni
La continuazione più frequente del Bianco è 2. Cf3, che attacca il pedone in e5, prepara l'arrocco sul lato di re e l'avanzata del pedone in d4. Le due risposte più popolari per il Nero sono a questo punto 2...Cc6 o 2...Cf6; quest'ultima mossa, da cui si origina la difesa russa, porta a posizioni spesso bilanciate. 2...Cc6 può invece dare origine, a seconda della mossa del Bianco, alla partita spagnola (3. Ab5, la più frequente), alla partita italiana (3. Ac4), alla partita scozzese (3. d4) o alla Partita Ponziani (3.c3). Altre risposte possibili del Nero, sebbene considerate inferiori e giocate più raramente, sono la difesa Philidor (2...d6), leggermente passiva e che concede spazio al Bianco, il controgambetto del centro (2...d5) e il gambetto lettone (2...f5). Decisamente sfavorevole per il Nero è invece la difesa Damiano (2...f6).
Le alternative a 2. Cf3 più giocate sono 2. Cc3 (partita viennese), 2. Ac4 (partita di alfiere) e 2. f4 (gambetto di re). Tutte queste hanno delle similitudini; in particolare la partita di alfiere può diventare, per trasposizione di mosse, una partita viennese. Nel gambetto di re, che fu estremamente popolare nel XIX secolo, il Bianco sacrifica un pedone per uno sviluppo più veloce e per espellere il Nero dal centro. Anche la partita viennese contempla frequentemente l'attacco al centro mediante la spinta f2-f4.
Nella partita del centro (2. d4) il Bianco apre immediatamente il centro, ma per recuperare il pedone dopo 2…exd4 deve lottare con uno sviluppo della donna leggermente prematuro dopo 3. Dxd4. Un'alternativa è il sacrificio di uno o due pedoni come per esempio nel gambetto danese (3. c3).
Gli sviluppi anticipati della donna come nell'attacco Parham (2. Dh5) o nell'apertura Napoleone (2.  Df3) sembrano dilettanteschi e sono in genere giocati solo da principianti, ma l'attacco Parham è stato giocato in qualche partita di torneo anche ad alto livello. L'apertura portoghese (2. Ab5), la partita Alapin (2. Ce2), l'apertura Konstantinopolsky (3. g3) e la variante ungherese (3. Ae2) sono raramente giocate dal bianco.
Una continuazione che appare assurda è 2. Re2, nota come "attacco Bongcloud". È una mossa che vìola tutti i princìpi della teoria delle aperture: il re rimane al centro dove è soggetto a pericolosi attacchi, l'arrocco non è più possibile e non viene sviluppato alcun pezzo. È stata giocata qualche volta, blitz o rapid, anche da grandi campioni del calibro di Magnus Carlsen e Hikaru Nakamura.

### Principali evoluzioni della partita aperta
- 1. e4 e5 2. c3 attacco Lopez
- 1. e4 e5 2. Cc3 partita viennese
- 1. e4 e5 2. Ac4 partita di alfiere
- 1. e4 e5 2. Ab5 apertura portoghese
- 1. e4 e5 2. d4 exd4 3. c3 gambetto danese
- 1. e4 e5 2. d4 exd4 3. Dxd4 partita del centro
- 1. e4 e5 2. Dh5 attacco Parham
- 1. e4 e5 2. Ce2 partita Alapin
- 1. e4 e5 2. Cf3 Cc6 3. Ab5 partita spagnola
- 1. e4 e5 2. Cf3 Cc6 3. c3 partita Ponziani
- 1. e4 e5 2. Cf3 Cc6 3. Cc3 partita dei 3 cavalli
- 1. e4 e5 2. Cf3 Cc6 3. Cc3 Cf6 partita dei 4 cavalli
- 1. e4 e5 2. Cf3 Cc6 3. Cxe5? gambetto irlandese
- 1. e4 e5 2. Cf3 Cc6 3. Ac4 Ac5 4. c3 partita italiana
- 1. e4 e5 2. Cf3 Cc6 3. Ac4 Ac5 4. d3 partita di gioco piano
- 1. e4 e5 2. Cf3 Cc6 3. Ac4 Ac5 4. b4 gambetto Evans
- 1. e4 e5 2. Cf3 Cc6 3. Ac4 Ae7 difesa ungherese
- 1. e4 e5 2. Cf3 Cc6 3. Ac4 Cf6 difesa dei 2 cavalli
- 1. e4 e5 2  Cf3 Cc6 3 Ac4  f5  gambetto Rousseau
- 1. e4 e5 2. Cf3 Cc6 3. d4 partita scozzese
- 1. e4 e5 2. Cf3 Cc6 3. g3 apertura Konstantinopolsky
- 1. e4 e5 2. Cf3 d5!? controgambetto del centro
- 1. e4 e5 2. Cf3 d6 difesa Philidor
- 1. e4 e5 2. Cf3 f5 gambetto lettone
- 1. e4 e5 2. Cf3 f6 difesa Damiano
- 1. e4 e5 2. Cf3 Cf6 difesa russa
- 1. e4 e5 2. Cf3 Df6 difesa Greco
- 1. e4 e5 2- Cf3 Ab5 gambetto Busch-Gass
- 1. e4 e5 2. Df3?! apertura Napoleone
- 1. e4 e5 2. f4 gambetto di re